# Tribe of Gypsies
Tribe of Gypsies je latin rock sastav iz San Fernando Valleya u  Kaliforniji, poznat po svom gitaristu i frontmenu Royu Z koji je također producirao, pisao te svirao s poznatim izvođačima kao što su Judas Priest, Rob Halford i Bruce Dickinson, od kojih je potonji koristio različite članove Tribe of Gypsiesa kako bi snimio svoje samostalne albume, počevši 1994. godine od albuma Balls to Picasso.

## Članovi

### Trenutni članovi
- Roy Z - gitarist
- Chas West - pjevač
- Ray Rodriguez - klavijaturist
- Elvis Balladares - udaraljke
- Christian Byrne - gitarist
- Dave Moreno - bubnjar
- Juan Perez - basist

## Diskografija

### Albumi
- Tribe Of Gypsies (JVC/Victor, 1996)
- Nothing Lasts Forever EP (JVC/Victor, 1997)
- Revolucion 13 (JVC/Victor, 1998)
- Standing On The Shoulders Of Giants (JVC/Victor, 2000) aka Tribe Of Gypsies III (Air Raid, 2000)
- Dweller On The Threshold (JVC/Victor, 2006)

### Kompilacije
- Rattlesnake Guitar - The Music of Peter Green (Viceroy, 1995)
- The Spirit of the Black Rose - A Tribute to Philip Parris Lynott (Record Heaven, 2001)